# فرودگاه راکگلن
فرودگاه راکگلن (به انگلیسی: Rockglen Airport) یک فرودگاه همگانی است که یک باند فرود چمن دارد و طول باند آن ۷۳۲ متر است. این فرودگاه در کشور کانادا قرار دارد و در ارتفاع ۸۲۳ متری از سطح دریا واقع شده است.